# John Martin (Georgia)
John Martin, död 1786, var en amerikansk politiker och militär. Han var Georgias guvernör 1782–1783.
När och var Martin föddes är okänt, troligen omkring år 1730. Han flyttade 1767 till Georgia och hade tidigare bott i Rhode Island. Han deltog i amerikanska revolutionskriget och befordrades till överstelöjtnant. År 1782 tillträdde han guvernörsämbetet som han innehade i ett år. Martin kallades "the Black Jack of the Northward". I guvernörsämbetet efterträddes Martin av Lyman Hall.
År 1778 hade Martin tjänstgjort som Savannahs borgmästare. Han var delstatens finansminister (Georgia State Treasurer) 1783–1784.